# Arosa e Castelões
Arosa e Castelões (oficialmente: União das Freguesias de Arosa e Castelões) é uma freguesia portuguesa do município de Guimarães, com 5,52 km² de área e 699 habitantes (censo de 2021). A sua densidade populacional é 126,6 hab./km².

## História
Foi constituída em 2013, no âmbito de uma reforma administrativa nacional, pela agregação das antigas freguesias de Arosa e Castelões e tem a sede em Arosa.

## Demografia
A população registada nos censos foi:
| Distribuição da População por Grupos Etários | Distribuição da População por Grupos Etários | Distribuição da População por Grupos Etários | Distribuição da População por Grupos Etários | Distribuição da População por Grupos Etários | Distribuição da População por Grupos Etários |
| -------------------------------------------- | -------------------------------------------- | -------------------------------------------- | -------------------------------------------- | -------------------------------------------- | -------------------------------------------- |
| Antes da agregação                           |                                              |                                              |                                              |                                              |                                              |
| Ano                                          | 0-14 anos                                    | 15-24 anos                                   | 25-64 anos                                   | >= 65 anos                                   | Total                                        |
| 2001                                         | 194                                          | 182                                          | 499                                          | 162                                          | 1037                                         |
| 2011                                         | 104                                          | 93                                           | 420                                          | 192                                          | 809                                          |
| Após a agregação                             |                                              |                                              |                                              |                                              |                                              |
| Ano                                          | 0-14 anos                                    | 15-24 anos                                   | 25-64 anos                                   | >= 65 anos                                   | Total                                        |
| 2021                                         | 67                                           | 75                                           | 355                                          | 202                                          | 699                                          |